# Kiełki (województwo mazowieckie)
Kiełki – wieś sołecka w Polsce położona w województwie mazowieckim, w powiecie płońskim, w gminie Baboszewo. Leży nad rzeką Raciążnicą.

## Historia
W latach 1785–1795 Kiełki były własnością szlachecką dziedziców Krasińskich, lecz jako zastaw dobra użytkowali księża z zakonu Bartłomieja Holzhausera. Od 1815 r. wieś w posiadaniu miał dziedzic Jarczewski. Około roku 1894 Kiełki przeszły w ręce Wilamowskich i Święckich, zaś wyodrębniona wówczas część – tzw. Kiełki-Kolonia – stanowiła własność Radwańskich i Zawidzkich. 
Z danych Towarzystwa Kredytowego Ziemskiego (z II połowy XIX w.) wynika, że ówczesny folwark Kiełki był rozległy – jego powierzchnia liczyła 1387 mórg, w tym grunty orne i ogrody zajmowały 449 mórg, łąki – 83 morgi, pastwiska – 123 morgi, lasy – 616 mórg, zarośla – 85 mórg, nieużytki i place – 31 mórg. Ponadto w folwarku znajdowały się 3 budowle murowane i 6 drewnianych, zaś liczba osadników wynosiła 45. 
Na podstawie rozporządzenia Rady Ministrów z dnia 15 lutego 1936 r. 200 ha nieruchomości Kiełki-Lachówiec, stanowiącej wówczas własność Kajetana Święckiego, objęte zostało wykupem przymusowym w ramach reformy rolnej.
Do wybuchu II wojny światowej dziedzicem wsi był Antoni Święcki. Podczas okupacji niemieckiej Verwalterem (niem. 'administrator') majątku Kiełki i Rzewin mianowany został Niemiec-Mazur Witkowski.
W latach 1975–1998 miejscowość administracyjnie należała do województwa ciechanowskiego.

## Zabytki
Położony na terenie wsi park podworski, z początku XIX wieku, od 1980 r. figuruje w Rejestrze Zabytków Mazowieckiego Konserwatora Zabytków.

## Odkrycia
W 2019 r. na terenie wsi odkryto pozostałości samolotu. Ustalono, że jest to prawdopodobnie amerykański Douglas DB-7 (samolot bombowy i nocny myśliwski) firmy Douglas Aircraft Company. Używany był podczas II wojny światowej głównie przez Związek Radziecki, Wielką Brytanię i Stany Zjednoczone.

Na podstawie relacji i opowieści ustalono, że lot samolotu miał miejsce w pierwszej połowie stycznia 1945 roku, z kierunku prawdopodobnie południa lub południowego zachodu. Został on zauważony przez dwa niemieckie myśliwce, które znajdowały się na lotnisku w miejscowości Brzeście kilka kilometrów od Kiełk. Podjęły one pościg za bombowcem, który nie miał szans w walce powietrznej. 
Prawdopodobnie tuż po zesrzeleniu na miejsce przyjechali Niemcy, zostały zabrane większe elementy samolotu. Za kilka dni wkroczyły wojska radzieckie i zabrały pozostałości maszyny, a znalezione szczątki ciał pochowano obok drewnianego krzyża przy polnej drodze Kiełki - Rzewin.
Według opowiadań mieszkańców wioski Rosjanie tuż po wojnie zabrali je na cmentarz do Płońska.